# Sóc đất Barbary
Sóc đất Barbary (tên khoa học Atlantoxerus getulus) là một loài động vật có vú trong họ Sóc, bộ Gặm nhấm. Loài này được Linnaeus mô tả năm 1758. Đây là loài duy nhất trong chi Atlantoxerus.
Chúng là loài đặc hữu của Tây Sahara, Algeria và Morocco và đã được du nhập vào quần đảo Canaria. Môi trường sống tự nhiên của nó là vùng cây bụi là khô nhiệt đới hoặc cận nhiệt đới, đồng cỏ ôn đới và vùng núi đá nơi nó sinh sống thành đàn trong hang. Sóc mặt đất Barbary là một loài nhỏ có chiều dài từ 160 và 220 mm với một cái đuôi rậm lông có chiều dài tương tự. Nó nặng tới 350 gram (12 oz) và có lông thô và xoắn. Màu sắc chung là màu nâu xám hoặc đỏ nâu và có một sọc trắng chạy dọc theo mỗi bên, và đôi khi khác dọc theo xương sống. Bụng là nhạt màu xám và đuôi có vạch kẻ dọc màu đen và màu xám.

## Phân bố
Sóc mặt đất Barbary được tìm thấy trên bờ biển Barbary của Tây Sahara, Morocco và Algeria ở phía hướng ra biển của dãy núi Atlas và được nhập nội vào đảo Fuerteventura tại quần đảo Canaria vào năm 1965. Nó là loài sóc duy nhất sinh sống ở phía bắc của sa mạc Sahara châu Phi. Môi trường sống của nó là đất đá khô cằn và nó được tìm thấy ở các vùng miền núi lên đến độ cao khoảng 4.000 m.

## Hình ảnh

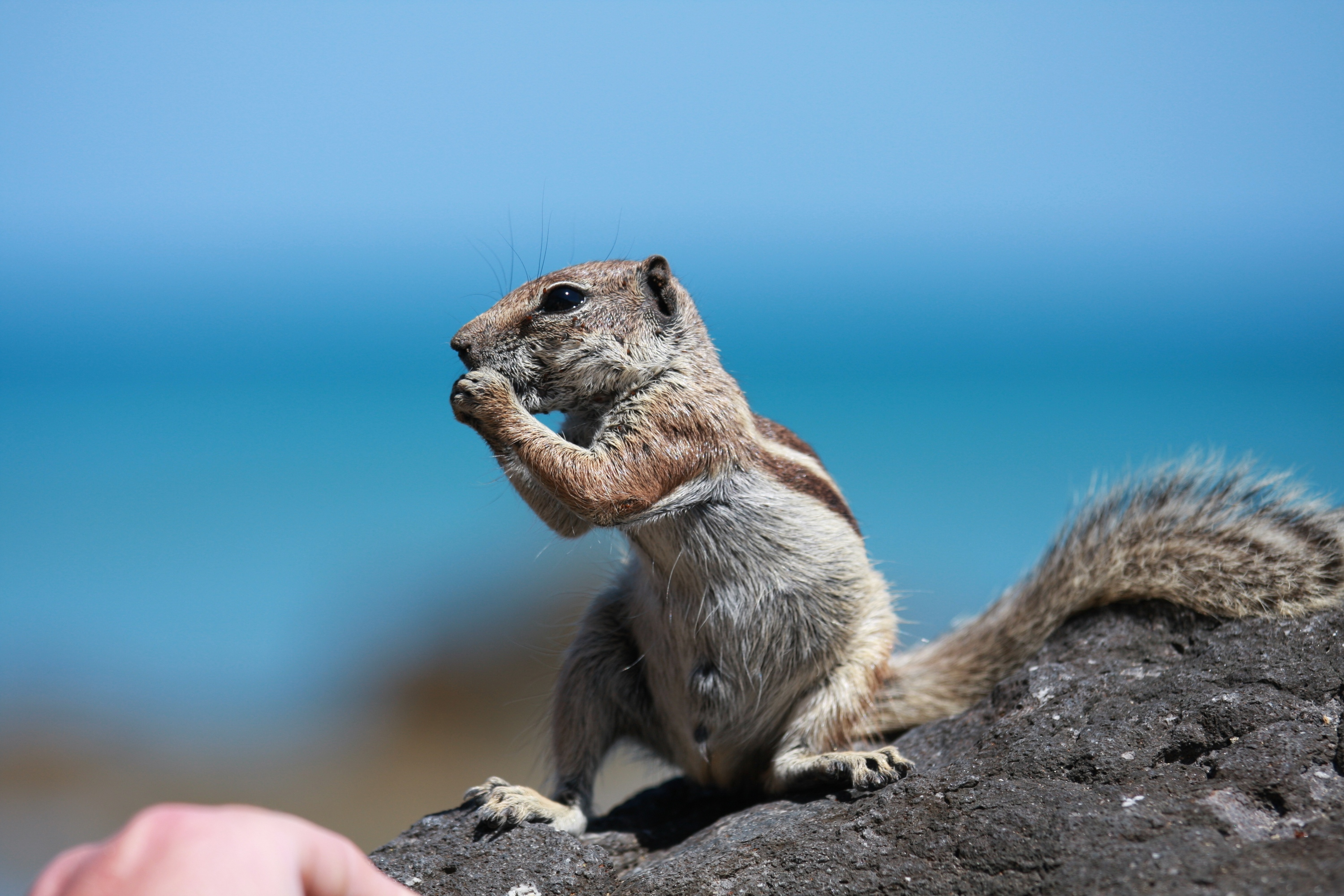
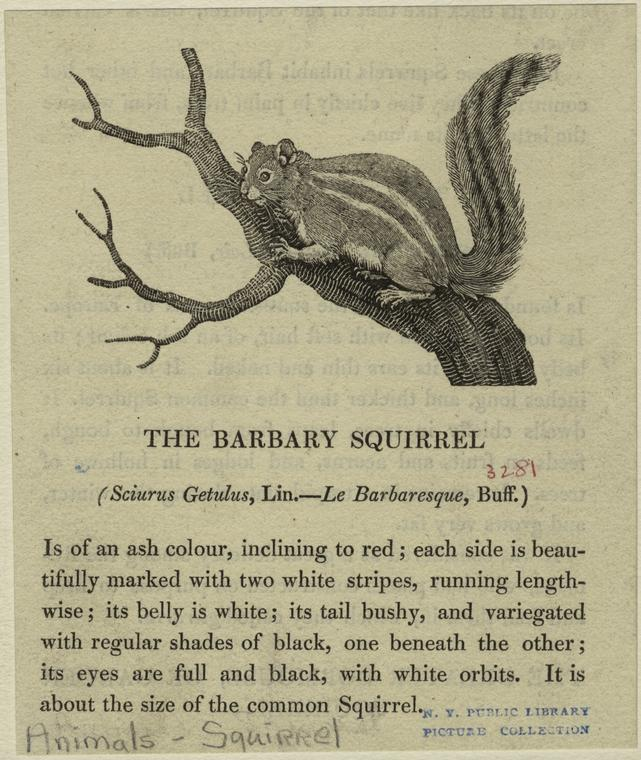
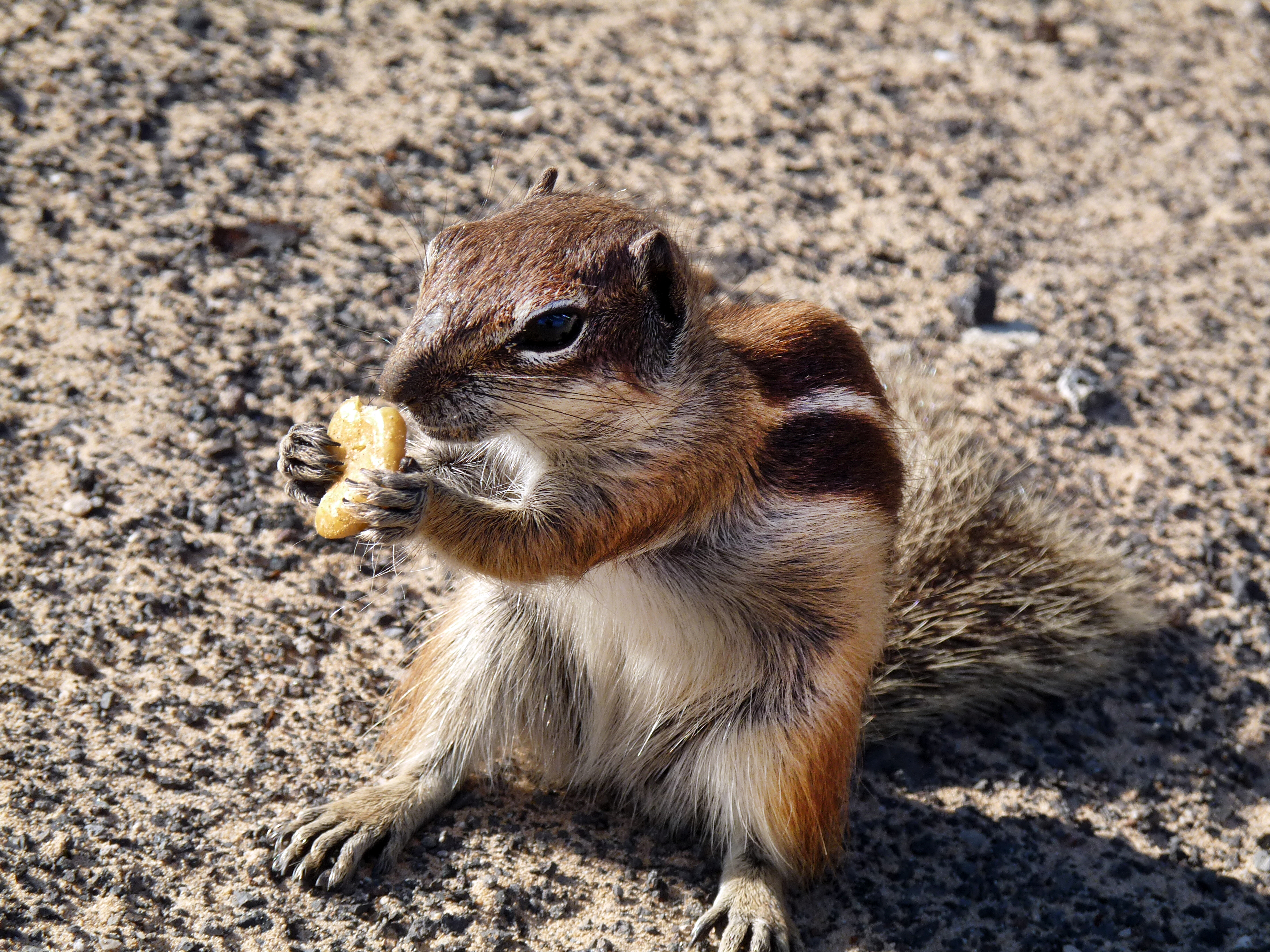
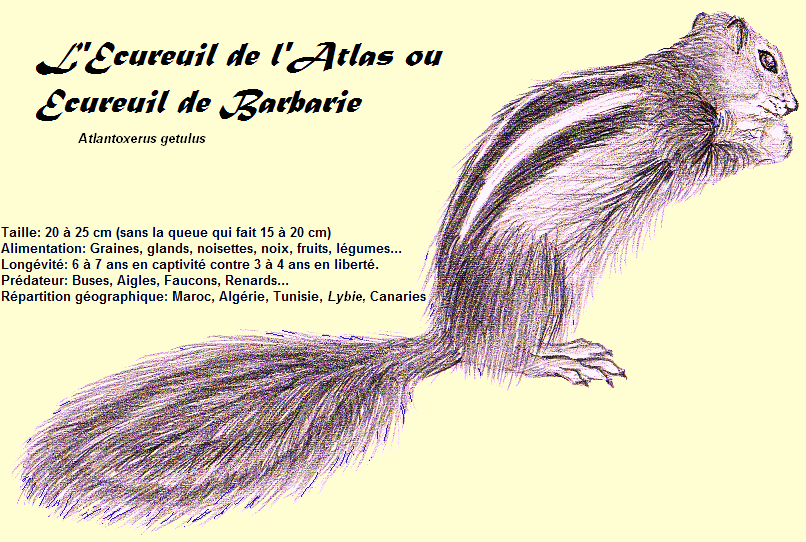